# Glochidion elaphrocarpum
Glochidion elaphrocarpum är en emblikaväxtart som beskrevs av Airy Shaw. Glochidion elaphrocarpum ingår i släktet Glochidion och familjen emblikaväxter. Inga underarter finns listade i Catalogue of Life.